# Acanthus (geslacht)
Acanthus is een geslacht van ongeveer dertig soorten uit de acanthusfamilie (Acanthaceae). 
De soorten komen voor in tropische en warm gematigde regio's, met de hoogste soortendiversiteit in het Middellandse Zeegebied en Azië. Verder komen soorten voor in Afrika en Noord-Australië.
De geslachtsnaam is afgeleid van de Griekse benaming voor de plantensoort Acanthus mollis, namelijk akanthos (ἄκανθος). De bladvorm van deze plant wordt als vormgeving toegepast in ornamenten (acanthusmotief) van Korinthische kapitelen.

## Soorten
- Acanthus albus Debnath, B.K.Singh & P.Giri
- Acanthus arboreus Forssk.
- Acanthus austromontanus Vollesen
- Acanthus carduaceus Griff.
- Acanthus caroli-alexandri Hausskn.
- Acanthus caudatus Lindau
- Acanthus dioscoridis L.
- Acanthus ebracteatus Vahl
- Acanthus eminens C.B.Clarke
- Acanthus flexicaulis Bremek.
- Acanthus gaed Lindau
- Acanthus greuterianus Snogerup, B.Snogerup & Strid
- Acanthus guineensis Heine & P.Taylor
- Acanthus hirsutus Boiss.
- Acanthus hungaricus (Borbás) Baen.
- Acanthus ilicifolius L.
- Acanthus kulalensis Vollesen
- Acanthus latisepalus C.B.Clarke
- Acanthus leucostachyus Wall. ex Nees
- Acanthus longibracteatus Kurz
- Acanthus mayaccanus Büttner
- Acanthus mollis L.
- Acanthus montanus (Nees) T.Anderson
- Acanthus polystachyus Delile
- Acanthus sennii Chiov.
- Acanthus seretii De Wild.
- Acanthus spinosus L.
- Acanthus ueleensis De Wild.
- Acanthus villaeanus De Wild.
- Acanthus volubilis Wall.
- Acanthus xiamenensis R.T.Zhang

... · 
Acanthopsis · 
Acanthus · 
Achyrocalyx · 
Afrofittonia · 
Ambongia · 
Ancistranthus · 
Andrographis · 
Angkalanthus · 
Anisacanthus · 
Anisosepalum · 
Anisotes · 
Anomacanthus · 
Aphanosperma · 
Aphelandra · 
Ascotheca · 
Asystasia · 
Avicennia · 
Ballochia · 
Barleria · 
Barleriola · 
Blepharis · 
Borneacanthus · 
Boutonia · 
Brachystephanus · 
Bravaisia · 
Brillantaisia · 
Brunoniella · 
Calacanthus · 
Calycacanthus · 
Camarotea · 
Carlowrightia · 
Celerina · 
Cephalacanthus · 
Chalarothyrsus · 
Chamaeranthemum · 
Chileranthemum · 
Chlamydacanthus · 
Chlamydocardia · 
Chorisochora · 
Chroesthes · 
Clinacanthus · 
Clistax · 
Codonacanthus · 
Conocalyx · 
Cosmianthemum · 
Crabbea · 
Crossandra · 
Crossandrella · 
Cyclacanthus · 
Cynarospermum · 
Cyphacanthus · 
Danguya · 
Dasytropis · 
Dichazothece · 
Dicladanthera · 
Dicliptera · 
Dischistocalyx · 
Duosperma · 
Dyschoriste · 
Ecbolium · 
Echinacanthus · 
Elytraria · 
Encephalosphaera · 
Eranthemum · 
Eremomastax · 
Filetia · 
Fittonia · 
Forcipella · 
Glossochilus · 
Graphandra · 
Graptophyllum · 
Gymnostachyum · 
Gypsacanthus · 
Hansteinia · 
Haplanthodes · 
Harpochilus · 
Hemigraphis · 
Henrya · 
Herpetacanthus · 
Heteradelphia · 
Holographis · 
Hoverdenia · 
Hulemacanthus · 
Hygrophila · 
Hypoestes · 
Ichthyostoma · 
Isoglossa · 
Isotheca · 
Jadunia · 
Justicia · 
Kalbreyeriella · 
Kosmosiphon · 
Kudoacanthus · 
Lankesteria · 
Leandriella · 
Lepidagathis · 
Megalochlamys ·
Ruellia · 
Strobilanthes · 
Thunbergia · 
...